# Peugeot Type 56
Pour les articles homonymes, voir Type 56.
La Peugeot Type 56 est un tonneau automobile du constructeur Peugeot fabriqué en 1903, à l'époque du fondateur de la marque Armand Peugeot.

## Historique
En 1905, la marque Automobile Peugeot d'Armand Peugeot entre en concurrence avec la marque automobile Peugeot Frères de ses neveux Robert, Pierre et Jules Peugeot jusqu'en 1910 où les deux branches de la famille Peugeot fusionnent à nouveau en Peugeot.

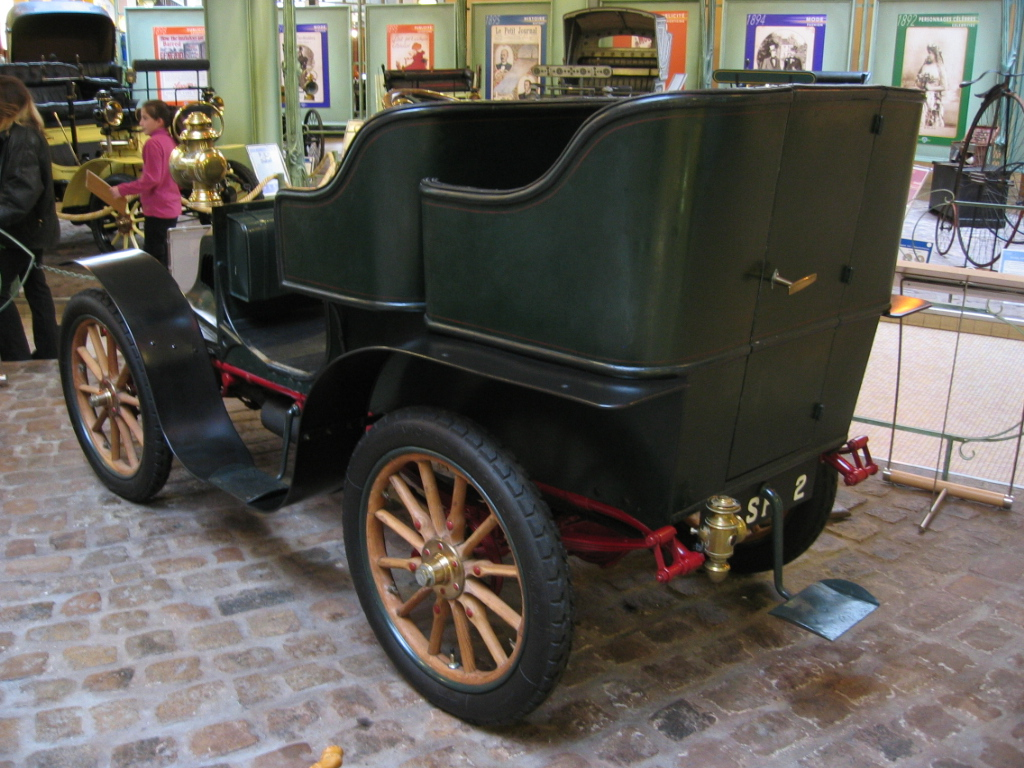
Peugeot Type 56 de 1904 - Musée de l'Aventure Peugeot de Sochaux.
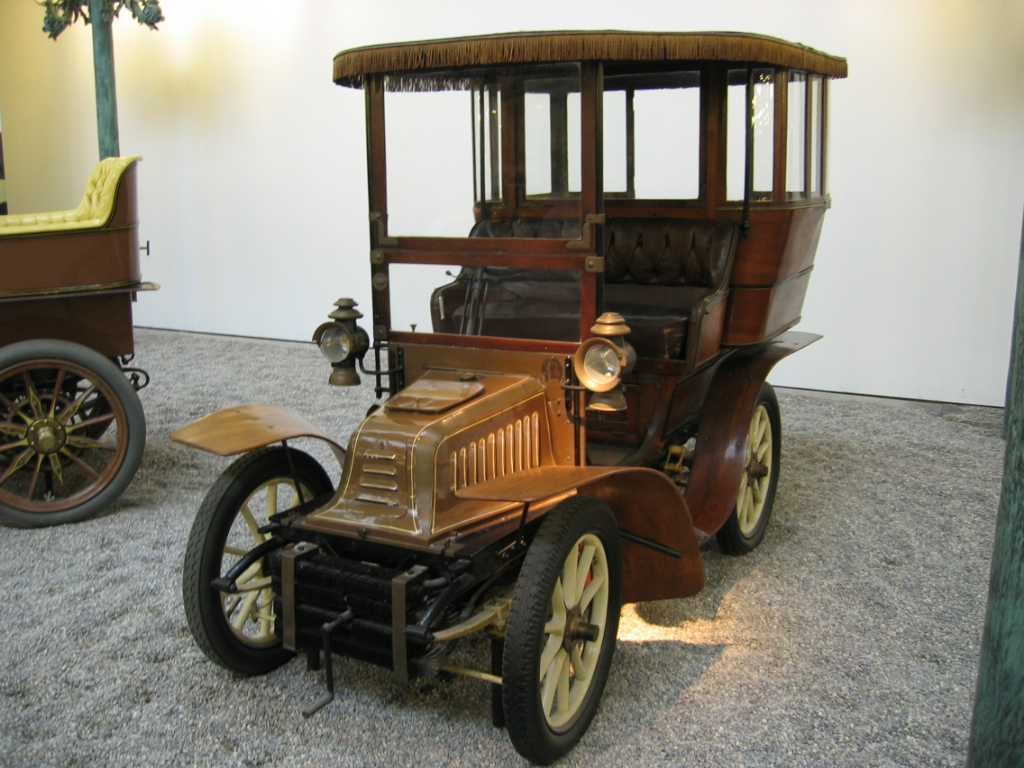
Peugeot Type 56 de 1903 - Cité de l'automobile de Mulhouse.

## Record de faible consommation
En 1904, la Peugeot Type 56 est récompensée par « le critérium de consommation » et de la « médaille d'or de la locomotion » avec une consommation moyenne de 5,3 l/100 km.